# ليو ريتشي
ليو ريتشي (بالإنجليزية: Lew Richie)‏ هو لاعب كرة قاعدة أمريكي، ولد في 23 أغسطس 1883 في أمبلر في الولايات المتحدة، وتوفي بنفس المكان في 15 أغسطس 1936.

## وصلات خارجية
- ليو ريتشي على موقعبيزبول رفرنس.كوم (الدوري الرئيسي) (الإنجليزية)
- ليو ريتشي على موقعبيزبول رفرنس.كوم (الدوري الثانوي) (الإنجليزية)